# Bulandshahr
Bulandshahr là một thành phố và là nơi đặt ban đô thị (municipal board) của quận Bulandshahr thuộc bang Uttar Pradesh, Ấn Độ.

## Địa lý
Bulandshahr có vị trí 28°24′B 77°51′Đ / 28,4°B 77,85°Đ Nó có độ cao trung bình là 196 mét (643 foot).

## Nhân khẩu
Theo điều tra dân số năm 2001 của Ấn Độ, Bulandshahr có dân số 176.256 người. Phái nam chiếm 53% tổng số dân và phái nữ chiếm 47%. Bulandshahr có tỷ lệ 63% biết đọc biết viết, cao hơn tỷ lệ trung bình toàn quốc là 59,5%: tỷ lệ cho phái nam là 69%, và tỷ lệ cho phái nữ là 55%. Tại Bulandshahr, 15% dân số nhỏ hơn 6 tuổi.